# アンドロメダ銀河
アンドロメダ銀河（アンドロメダぎんが、M31、NGC 224）は、アンドロメダ座に位置する地球から目視可能な渦巻銀河である。さんかく座銀河 (M33) 、銀河系（天の川銀河）、大マゼラン雲、小マゼラン雲などとともに局所銀河群を構成する。

## 概要
アンドロメダ銀河（M31）は、地球から約250万光年の距離に位置し、M33とともに肉眼で見える最も遠い天体である。およそ1兆個の恒星から成る渦巻銀河で、直径22万光年と我々の天の川銀河（直径10万光年）よりも大きく、局所銀河群で最大の銀河である。従来は直径13万光年程度と見なされていたが、21世紀初頭の観測結果によって、アンドロメダ銀河の銀河ハロー部分（銀河周辺領域）と思われていた領域の星々が、実はアンドロメダ銀河のディスク（銀河の円盤部分）の一部であると判明し、アンドロメダ銀河本体がより大きく拡がっていることが判った。
かつて、系外銀河のことがよく知られていなかった時代に銀河は星雲と混同されており、その名残として現在でも「アンドロメダ星雲」、「アンドロメダ大星雲」、などと呼ばれることもある。ハッブルがリーヴィットのケフェイド変光星による星間距離測定法を使って算定した初期には、地球からの距離は90万光年と言われていたが、その後距離を算定する手法の誤り（若いマゼラン雲とアンドロメダ銀河の年齢差による絶対等級の過少見積もり）が判明し2倍の200万光年と推測された。さらに観測精度が向上し、徐々に推定距離が長く算定されるようになった。
一時期、見かけが天の川銀河と似ているとされていたが、アンドロメダ銀河は中心核を2つ持つことが観測より明らかになり、天の川銀河のバルジと比較してガスや暗黒物質が非常に少ないことや、そのガスが銀河面に直角な渦巻き構造を持つことなども判明した。また、可視光での外観に基づき、アンドロメダ銀河は銀河の形態分類( de Vaucouleurs–Sandage)にて、SA(s)bの渦巻銀河に分類されるが、2MASSサーベイとスピッツァー宇宙望遠鏡による赤外線観測の結果、アンドロメダ銀河は実際には棒渦巻銀河であり、バルジの棒構造が円盤長軸から反時計回りに55度の方向を向いていることが示唆されている。

## 観測
M31 は肉眼で見ることができ、大きさは満月の約5倍である。双眼鏡では、長い楕円形のはっきりした光芒に映る。大口径の望遠鏡でも意外に見え方は良くならず中心部分の明るいところしか見えない。条件の良い場所で口径20cmの望遠鏡でやっと渦巻き構造が見え始める。
964年には既にアブドゥル・ラフマーン・スーフィーによって「小さな雲」と記述されている。望遠鏡による観測はドイツの天文学者シモン・マリウスが1612年12月15日に行い、「角灯を透かして輝くロウソクの光」のように見えたと記述したのが初めてとされる。ウィリアム・ハーシェルは「核は星雲状。星に分かれそうだ」と記している。ウィリアム・クランチ・ボンドは1847年に暗黒帯がある詳しいスケッチを残した。1864年にウィリアム・ハギンズはスペクトルを観測し、連続スペクトルであることを発見した。1885年にエルンスト・ハルトヴィッヒは新星、ケフェイド変光星、散開星団、球状星団を発見し、さらに自転速度を測定した。1887年10月10日にアイザック・ロバーツが初めて写真を撮影した。ロバーツは翌1888年に3時間にもおよぶ撮影を行い、渦状構造を確認した。1899年にユリウス・シャイナーが初めてスペクトル写真を撮影した。初めてM31までの距離を測定したのはアメリカのエドウィン・ハッブルである。ハッブルは1923年にM31の中にあるケフェイド変光星を利用して距離を90万光年と見積もり1929年に発表、その結果M31は銀河系の外にある天体であることが分かった。ウォルター・バーデは第二次世界大戦によるロサンゼルスの灯火管制の中、ウイルソン山天文台の100インチ望遠鏡を使って観測を行い、銀河中心部の星の分解に成功している。戦後パロマー天文台に200インチヘール望遠鏡が設置されると、この望遠鏡を使って観測を継続しアンドロメダ銀河を構成する星の種族を確認している。

## アンドロメダ銀河の伴銀河

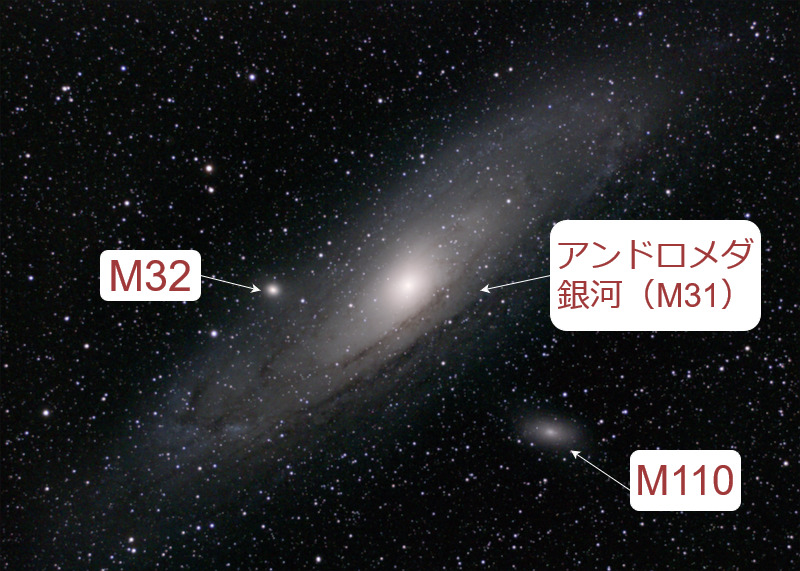
アンドロメダ銀河(M31)、M32、M110

銀河系と同様に、アンドロメダ銀河は14の矮小銀河からなる伴銀河が存在する。最もよく知られている伴銀河であるM32、M110 (NGC 205) は容易に観測できる。
M110もまたアンドロメダ銀河と相互作用をしているものと思われ、またこれらの伴銀河から剥ぎ取ったものと思われる金属量の多い恒星のストリームがアンドロメダ銀河のハロの中に発見されている。M110 には、近年あるいは現在も星形成が行われていることを示唆する、塵の多い筋状の構造が存在している。
2006年には、アンドロメダ銀河の中心核と交差する平面上に9つの伴銀河が並んでいることが観測された。これはランダムに生じたものではなく、個々の相互作用によるものと予測されている。これは伴銀河に共通する潮汐力の源があることを示唆している。

## 球状星団G1

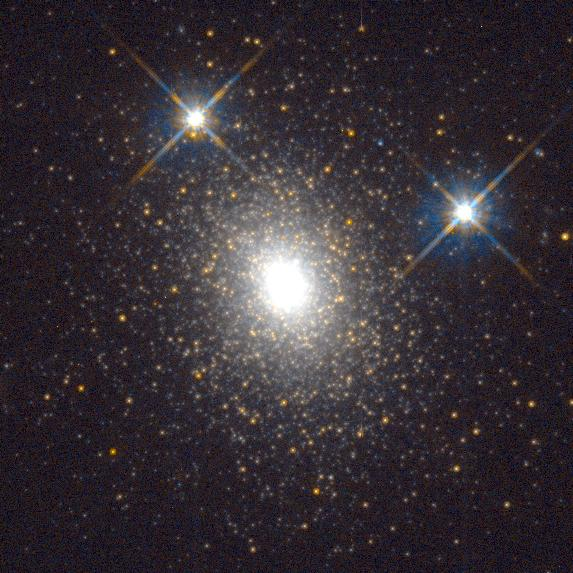
球状星団G1

アンドロメダの近傍には銀河の他にも多数の星団も観測され、その中で最大のものはアンドロメダ銀河の周囲を巡っている球状星団G1である（図1右下、図2）。メイオールII (Mayall II) の名称でも知られるG1は、アンドロメダ銀河の中心から13万光年の距離にあり、宇宙の始まりから比較的早い時期に誕生した古い星々が数十万個以上集まって構成されていると考えられている。局所銀河群の中ではおそらく最も明るい球状星団であり、地球から観測した見かけの等級は13等級である。絶対等級としては銀河系で最も明るいオメガ星団（NGC 5139、視等級3.7）よりも明るい。
2002年のハッブル宇宙望遠鏡の観測では、太陽の約2万倍の質量を持つブラックホールがG1とM15の中心に存在している可能性が示唆された。

## 銀河系との衝突
アンドロメダ銀河のスペクトルは青方偏移を持ち、天の川銀河に対して秒速約122kmで接近している。太陽系は銀河系をおおよそ秒速225kmの速度で公転しているので、太陽系から見た場合おおよそ秒速300kmで接近している。青方偏移している銀河はおおよそ100個あるがアンドロメダはその中に1つに挙げられる。約40億年後には天の川銀河 (Milky Way) とアンドロメダ銀河 (Andromeda) は衝突し、それから約20億年かけて1つの巨大な楕円銀河「ミルコメダ (Milkomeda)」を形成するか、巨大な円盤銀河を形成すると予想されている。このような出来事は局部銀河団の中ではしばしば生じている。この衝突による地球と太陽系の運命はまだ分かっていない。銀河が合体する前に、太陽系が銀河系から弾き出され、アンドロメダ銀河に組いる可能性も僅かにある。

## フィクション
銀河系に比較的近い銀河で知名度も高いことから、多くのSF作品で異星人の故郷や宇宙旅行の目的地として登場している。

## ギャラリー

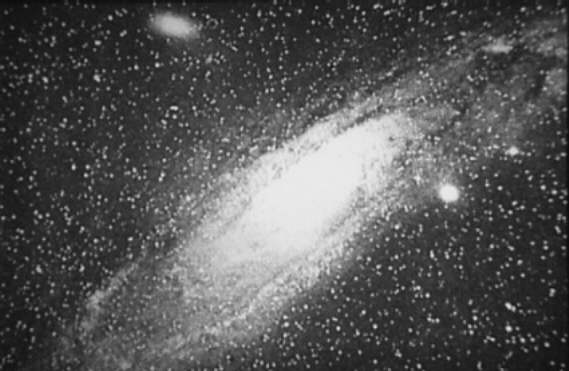
撮影: Isaac Roberts
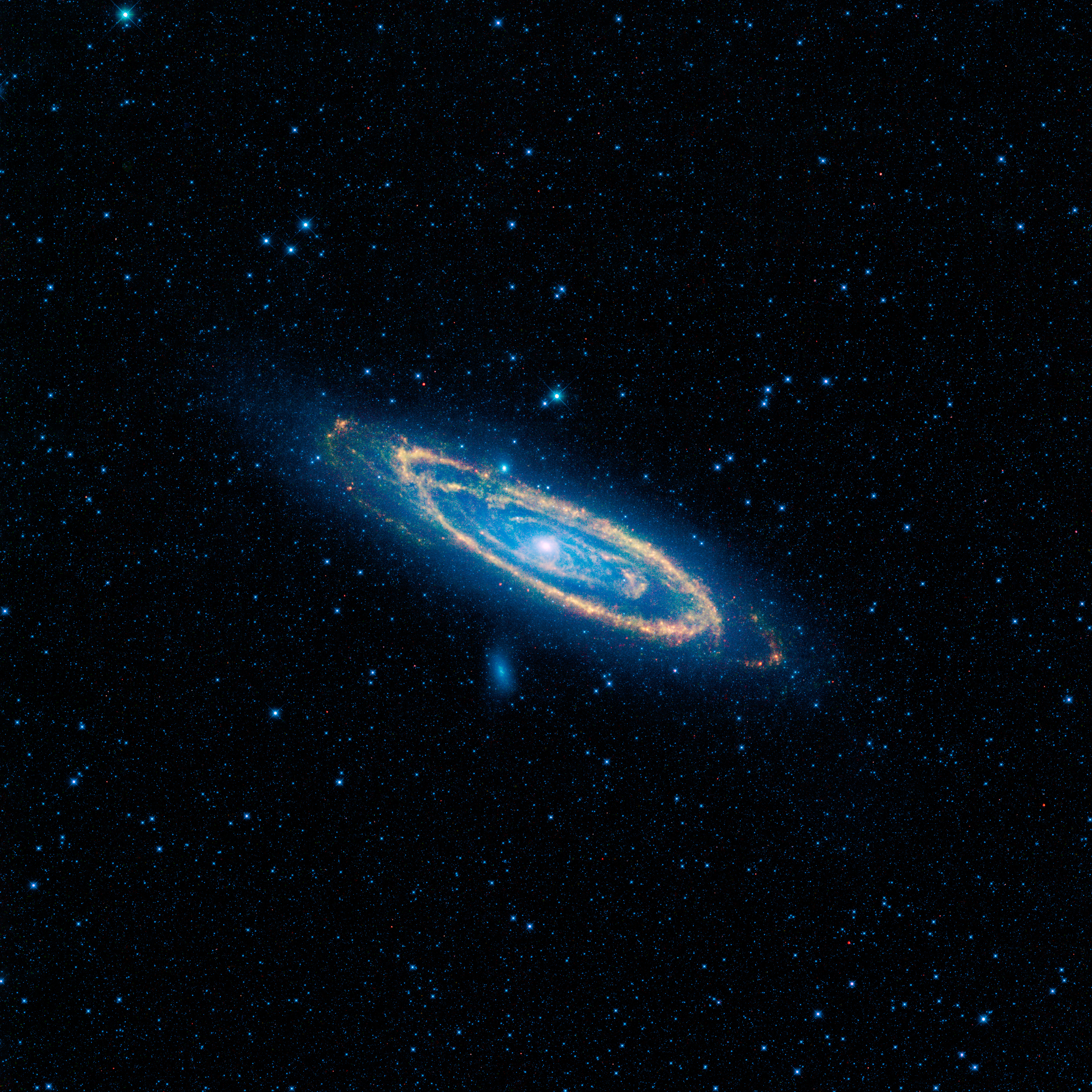
撮影: WISE
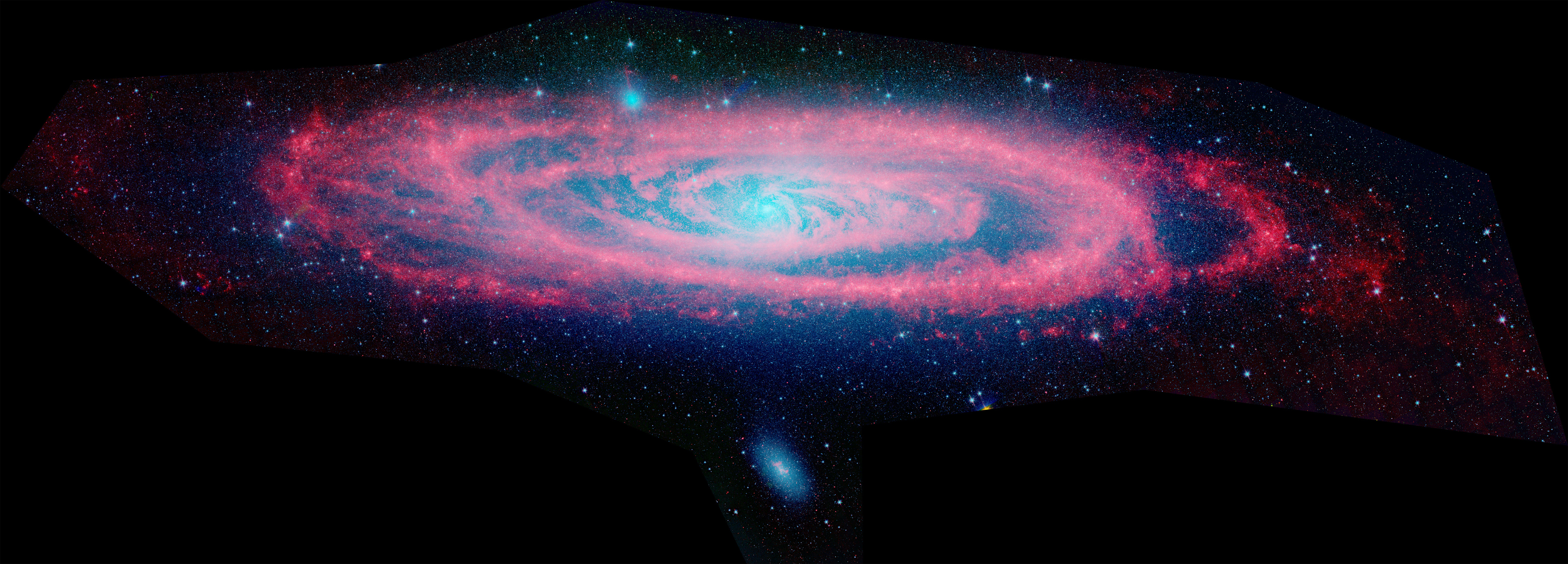
赤外線画像。 撮影: SST
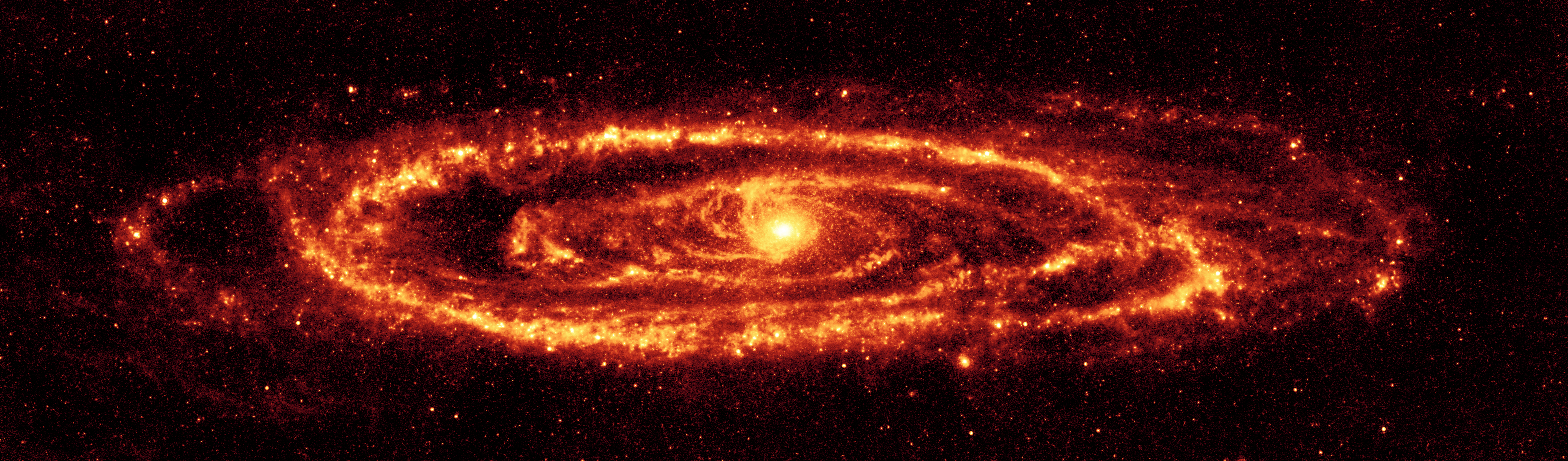
24μm線画像。 撮影: SST
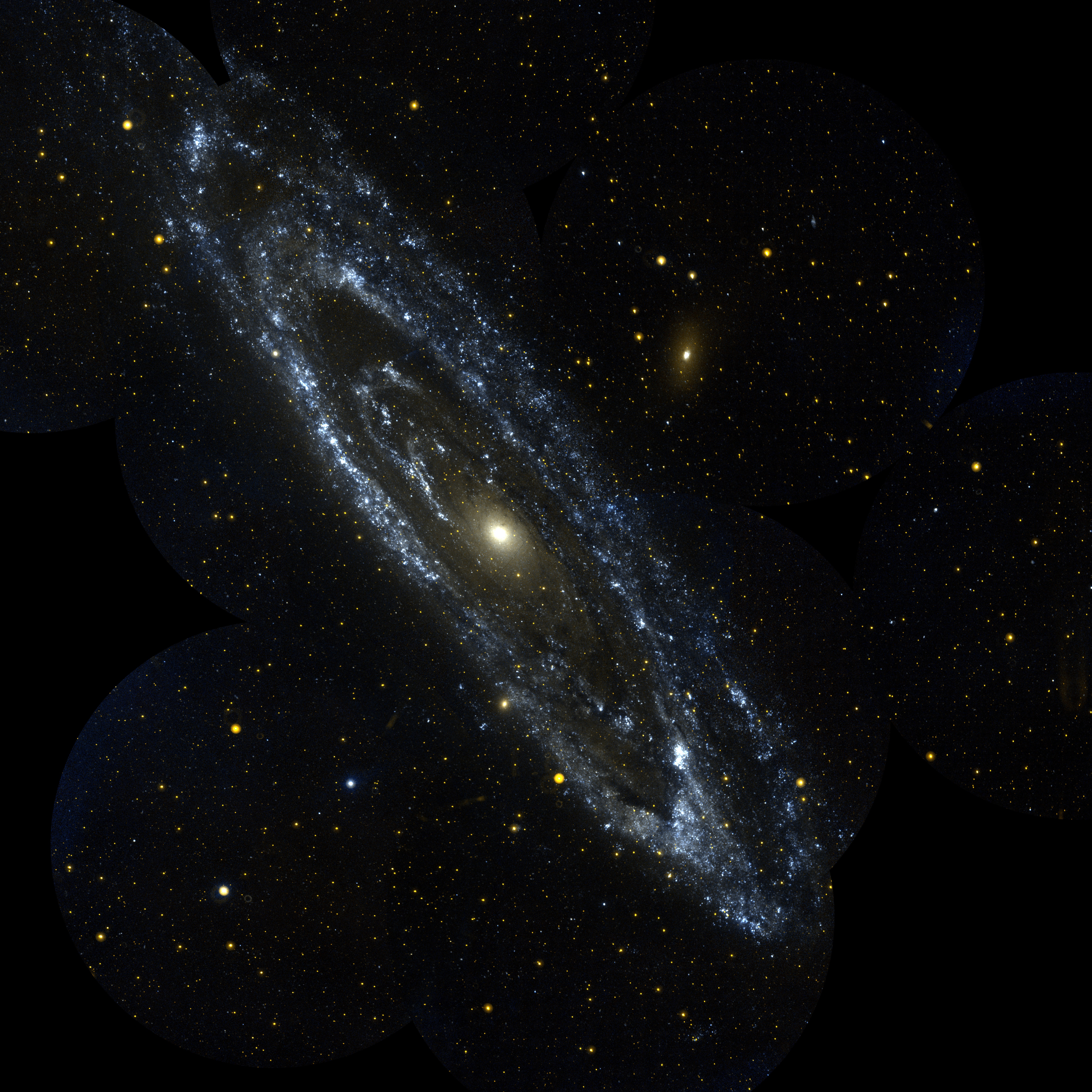
紫外線画像。 撮影: GALEX
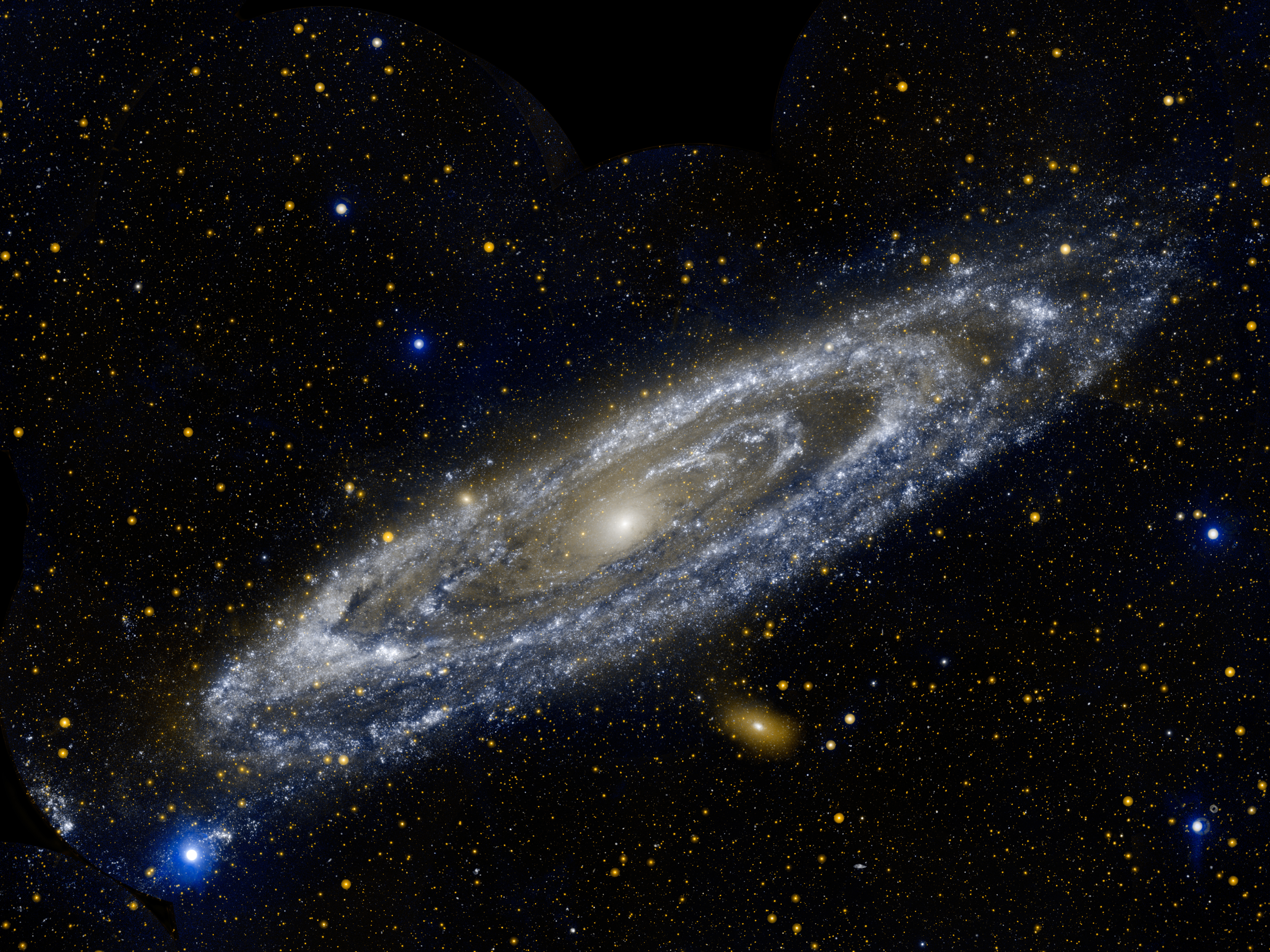
撮影: GALEX
銀河の中心部。 撮影: HST
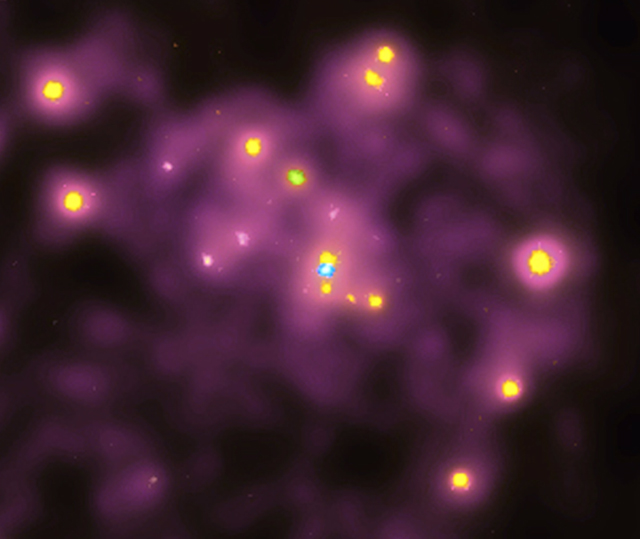
中心部のX線画像。 撮影: チャンドラ